# Cis familiaris
Cis familiaris is een keversoort uit de familie houtzwamkevers (Ciidae). De wetenschappelijke naam van de soort werd in 1857 gepubliceerd door Johannes von Nepomuk Franz Xaver Gistel.